# Calliteara bicolor
Calliteara bicolor är en fjärilsart som beskrevs av Edward Alfred Cockayne 1940. Calliteara bicolor ingår i släktet harfotsspinnare, och familjen tofsspinnare. Inga underarter finns listade i Catalogue of Life.